# Kryptonim: Alexa
Kryptonim: Alexa (ang.  CIA Code Name: Alexa) – amerykański film sensacyjny z 1992 roku.

## Fabuła
CIA prowadzi śledztwo przeciwko groźnemu przestępcy Victorowi Mahlerowi. Piękna Alexa to ulubienica gangstera. Agent Mark Graver postanawia przeciągnąć ją na swoją stronę i wykorzystać do unieszkodliwienia bandyty.

## Główne role
- Lorenzo Lamas - Mark Graver
- Kathleen Kinmont - Alexa
- O.J. Simpson - Nick Murphy
- Alex Cord - Victor Mahler
- Pamela Dixon - Robin (Pam Dixon)
- Jeff Griggs - Benedetti
- Michael Bailey Smith - Vlad
- Stephen Quadros - Max
- Shonna Cobb - Tanya
- Clayton Staggs - kapitan O’Neil